# ماساکازو واشیدا
ماساکازو واشیدا (انگلیسی: Masakazu Washida؛ زادهٔ ۱۵ نوامبر ۱۹۷۸) بازیکن فوتبال اهل ژاپن است.
از باشگاه‌هایی که در آن بازی کرده‌است می‌توان به باشگاه فوتبال جف یونایتد ایچیهارا چیبا و باشگاه ورزشی توچیگی اشاره کرد.